# 전수지
전수지(1983년 11월 10일 ~ )는 대한민국의 배우이다. 2003년에 MBC 31기 공채 탤런트로 선발되었다.

## 학력
- 한국예술종합학교 연극원 연기과

## 출연작

### 영화
- 《좀비딸》 (2025년) - 이정혜 역
- 《검은 수녀들》 (2025년) - 희준 모 역
- 《서울의 봄》 (2023년) - 이태신 처 역 (첫 천만영화)
- 《호텔 레이크》 (2020년) - 최윤희 역
- 《일어서는 인간》 (2016년) - 소라 역
- 《퇴마: 무녀굴》 (2015년) - 이영례 역
- 《제보자》 (2014년) - 연구원 1 역
- 《더 테러 라이브》 (2013년) - 여자경찰 (목소리) 역
- 《남쪽으로 튀어》 (2013년) - 오 선생 역
- 《백자의 사람: 조선의 흙이 되다》 (2012년)
- 《러브픽션》 (2012년) - 미술선생님 역
- 《미안해, 고마워》 (2011년) - 엄마 역
- 《상속인》 (2011년)
- 《커플즈》 (2011년) - 예비신부 1 역
- 《두 여자》 (2010년) - 레지던트 역
- 《서울》 (2010년) - 작가 역
- 《하모니》 (2010년) - 강 조교 역
- 《영화, 한국을 만나다》 (2009년)
- 《내 사랑 내 곁에》 (2009년) - 김종도 아내 역
- 《슈퍼맨이었던 사나이》 (2008년) - 주차장 여 역
- 《라듸오 데이즈》 (2008년) - 카카듀 마담 역
- 《돌아봐요 빨래리나》 (2007년) - 영은 역
- 《너의 의미》 (2007년)
- 《격정 소나타》 (2006년) - 여선 역
- 《쁘와송 다브릴》 (2006년) - 주영 역
- 《생리해서 좋은 날》 (2005년) - 영후 역
- 《사랑해, 말순씨》 (2005년) - 은행 여직원 역
- 《말아톤》 (2005년) - 세연 역
- 《도로 눈을 감고》 (2004년) - 소희 역
- 《퀵 서비스》 (2004년) - 4시 여자 역
- 《여름이야기》 (2003년) - 여름 역
- 《에미 속 타는 줄도 모르고》 (2002년)

### 드라마
- 《트리거 (넷플릭스 드라마)》(2025년, 넷플릭스) - CCTV상황센터 실장
- 《정숙한 세일즈》 (2024년, JTBC) - 엄서연 역
- 《감사합니다》 (2024년, tvN) - 채종우 본부장의 아내 역
- 《라이브》 (2018년, tvN)
- 《KBS 드라마 스페셜 - 빨간선생님》 (2016년, KBS2) - 채부인 역
- 《시그널》 (2016년, tvN) - 강혜승 역
- 《달콤한 나의 도시》 (2008년, SBS) - 순영 역
- 《신돈》 (2005년, MBC) - 반야의 어머니 역
- 《제5공화국》 (2005년, MBC) - 박근영 역
- 《불새》 (2004년, MBC)
- 《회전목마》 (2003년, MBC)
- 《성녀와 마녀》 (2003년, MBC)

## 수상
- 2006년 제4회 아시아나국제단편영화제 경쟁부문 단편의얼굴상